# Rudolf Dölling
Rudolf Dölling (* 4. November 1902 in Roßbach, Österreich-Ungarn; † 3. August 1975 in Berlin) war ein Generalmajor der Nationalen Volksarmee in der DDR, sowie Botschafter in der UdSSR.

## Leben
Nach Abschluss der Volksschule arbeitete Dölling als Hilfsarbeiter. 1918 ging Döllig nach Deutschland und arbeitete als Landarbeiter und Stellmacher. 1919 wurde er Mitglied des KJVD. 1922 wurde er wegen politischer Betätigung aus Deutschland ausgewiesen und kehrte in die ČSR zurück. Von 1924 bis 1939 arbeitete Dölling als Parteifunktionär in der Kommunistischen Partei der Tschechoslowakei (KPČ). 1932 heiratete er die Gewerkschaftsfunktionärin Emmi Effenberger. Von 1933 bis 1939 war er Sekretär des Zentralvorstands der Roten Gewerkschaftsinternationale (RGI) in Prag, 1935 bis 1939 war er Abgeordneter im tschechoslowakischen Parlament. 1937/38 war er verantwortlicher Redakteur der Zeitung Die junge Garde. 1939 emigrierte Dölling nach Moskau. Dort war er zunächst Mitarbeiter bei der Internationalen Roten Hilfe. Von März bis Dezember 1941 war Dölling Kursant der Schule der Kommunistischen Internationalen in Puschkino und nach deren Evakuierung in Kuschnarenkowo. Nach dem Studium arbeitete Dölling dort bis zur Auflösung der Schule im August 1943 als Lehrer der tschechoslowakisch-sudetendeutschen Gruppe. Anschließend war er Mitglied der erweiterten Leitung der KPČ. 1943 bis 1944 war er Lehrer an der Antifa-Schule im Kriegsgefangenenlager Nr. 165 in Taliza sowie Redakteur und Sprecher am Sudetendeutschen Freiheitssender in Moskau.
1945 kehrte Dölling zunächst in die Tschechoslowakei zurück. 1945/46 war er Mitarbeiter des ZK der KPČ in Prag und  zusammen mit Bruno Köhler verantwortlich für die Umsiedlung sudetendeutscher Antifaschisten in die sowjetische Besatzungszone (SBZ). 1946 siedelte er selbst in die Sowjetische Besatzungszone über. Er war dort von Anfang an im Parteiapparat der Sozialistischen Einheitspartei Deutschlands tätig. Mit seinem Eintritt in die Hauptverwaltung Ausbildung (HVA) des Ministeriums des Innern der DDR am 15. September 1949 erhielt er sofort den Dienstgrad Chefinspekteur. Von 1949 bis 1952 war Rudolf Dölling dann als Stellvertretender Chef der HVA und Leiter der Hauptabteilung Polit-Kultur und von 1952 bis 1955 als Stellvertretender Chef der Kasernierten Volkspolizei (KVP) und Leiter der politischen Verwaltung eingesetzt. Mit Aufstellung der KVP 1952 und Einführung neuer Dienstgrade wurde Döllings Dienstgrad Chefinspekteur in den eines Generalmajors umgewandelt. Damit gehörte Dölling zu den Offizieren der DDR, denen am 1. Oktober 1952 erstmals der Dienstgrad General verliehen wurde.
Von 1955 bis 1957 studierte Rudolf Dölling an der Militärakademie des Generalstabes der Sowjetischen Streitkräfte „K.J.Woroschilow“ in Moskau und schloss dort mit einem Diplom als Militärwissenschaftler ab. Nach Beendigung dieses Studiums wurde Rudolf Dölling 1957 Stellvertreter des Ministers für Nationale Verteidigung und Chef der Politischen Verwaltung der NVA. Am 1. August 1959 wurde Generalmajor Dölling aus der NVA entlassen.
Von 1958 bis 1967 war Dölling Mitglied des ZK der SED und von 1958 bis 1963 Abgeordneter der Volkskammer und Mitglied des Außenpolitischen Ausschusses der Volkskammer.
Von 1959 bis 1965 war Rudolf Dölling dann Botschafter der DDR in der UdSSR, danach Konsultant im Ministerium für Auswärtige Angelegenheiten.

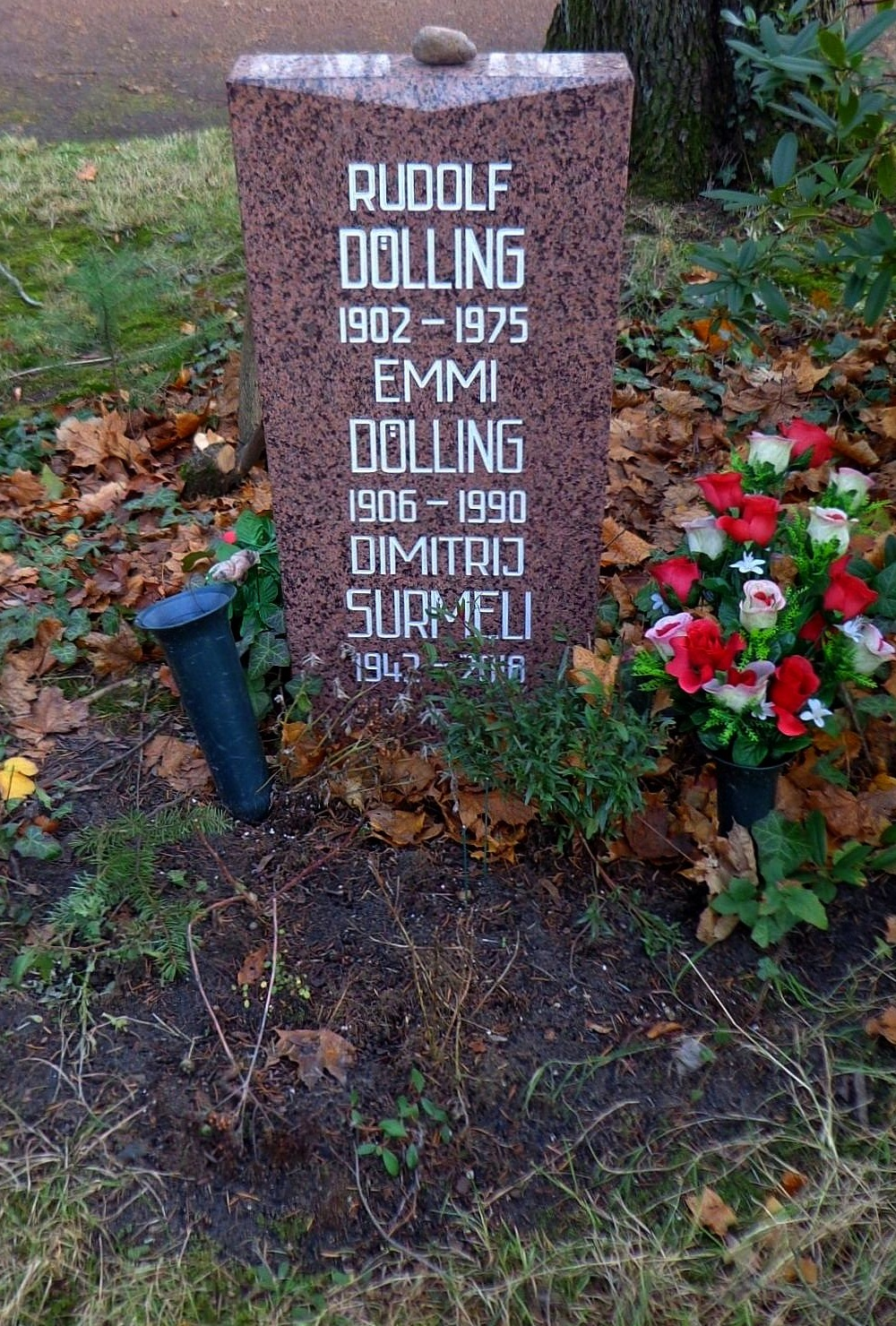
Grabstätte

Seine Urne wurde in der Grabanlage Pergolenweg des Berliner Zentralfriedhofs Friedrichsfelde beigesetzt.
Rudolf Dölling gehörte zu den wenigen Offizieren und Generalen der NVA, deren Namen später an Truppenteile der NVA verliehen wurden (FRR-9 / Fla Raketenregiment-9).
In Leipzig-Paunsdorf gibt es eine Döllingstraße.

## Auszeichnungen
- Ernst-Moritz-Arndt-Medaille (1957)
- Verdienstmedaille der NVA
- Karl-Marx-Orden (1967)
- Vaterländischer Verdienstorden in Bronze, Silber und Gold
- Ehrenspange zum Vaterländischen Verdienstorden (1972)
- Kampforden „Für Verdienste um Volk und Vaterland“ in Gold
- Banner der Arbeit (1965)